# Chris Terkelsen
Chris Terkelsen (* 16. února 1972, Dánsko) je dánský reprezentant v orientačním běhu.
Mezi jeho největší úspěchy patří zlatá a stříbrná medaile z mistrovství světa z let 1997 a 2005; a celkové prvenství v hodnocení světového poháru za rok 1998. V současnosti již běhá pouze domácí soutěže, zde reprezentuje dánský klub Farum OK.